# Гудожников, Валерий Викторович
Валерий Викторович Гудожников (род. 3 апреля 1962, Казань) — советский и российский хоккеист, нападающий. Мастер спорта СССР. Тренер.

## Биография
Воспитанник СК им. Урицкого с 1972 года. В 1977 году был переведён в спортивный класс школы № 904 Москвы при команде «Крылья Советов». В первенстве СССР дебютировал в сезоне 1979/80 первой лиги в составе «Локомотива» Москва.Три сезона отыграл за СК им. Урицкого. Выступал за СКА (Ленинград) (1983/84) и его фарм-клуб «Звезда» Оленегорск (1984/85). В дальнейшем играл за СК им. Урицкого (1985/86 — 1989/90), провёл 7 матчей за СКА в сезоне 1988/89, выступал за «Ижсталь» (1989/90 — 1991/92), «Тан» (1992/93) и «Итиль-2» (1993/94; Казань), «Металлург» Новокузнецк (1993/94 — 1994/95), «Сибруда» Таштагол (1994/95), «Нефтяник» Альметьевск (1995/96).
Играл в чемпионате Польши за клубы ТТХ Торунь, БТХ Быдгощ, СТС Санок, «Сточнёвец» Гданьск, «Краковия» Краков.
Вернувшись в Россию, играл за «Кристалл» Электросталь, «Липецк», «Воронеж», «Заполярник» Норильск, «Вымпел» Междуреченск.
Победитель чемпионата Европы среди юниорских команд 1980.
Играл за словацкий «Прешов», где и начал тренерскую карьеру. Тренер различных юношеских команд в России. Исполняющий обязанности главного тренера клуба МХЛ «Белые тигры» Оренбург с 19 ноября 2013 по 6 января 2014. Исполняющий обязанности главного тренера женского клуба «Динамо» СПб с 23 марта 2018 до конца сезона.